# Jean-Michel Cucchi
Pour les articles homonymes, voir Cucchi.
Jean-Michel Cucchi est un homme politique monégasque.

## Biographie
Né le 14 juillet 1961, Jean-Michel Cucchi est médecin radiologue.
Il est membre du Conseil national de 2003 à 2008 et depuis 2013.